# Nikita Sergeyevich Anokhin
Nikita Sergeyevich Anokhin (tiếng Nga: Никита Серге́евич Анохин; sinh ngày 17 tháng 3 năm 1992) là một thủ môn bóng đá người Nga. Anh thi đấu cho SFC CRFSO Smolensk.

## Sự nghiệp câu lạc bộ
Anh có màn ra mắt tại Russian Second Division cho FC Podolye Podolsky district vào ngày 6 tháng 10 năm 2012 trong trận đấu với FC Kaluga.